# سیارک ۴۳۶۳
سیارک ۴۳۶۳ (به انگلیسی: 4363 Sergej، نامگذاری:1978TU7) چهار هزار و سیصد و شصت و سومین سیارک کشف شده‌است که در ۲ اکتبر ۱۹۷۸ کشف شد.
قدر مطلق سیارک برابر ۱۳٫۲۰ است.